# 小浜城 (陸奥国)
小浜城（おばまじょう）は、福島県二本松市にあった戦国時代の日本の城（山城）。現在は本丸跡が史跡公園として整備されている。

## 歴史・沿革
小浜城のある塩松地方（現在の福島県二本松市の一部を含む）は、室町時代には石橋氏の所領であった。小浜城はその家臣・大内氏の、大内宗政が文明3年（1471年）に築いたといわれている。永禄11年（1568年）、小浜城主・大内義綱は田村氏に通じて主家の石橋尚義を追放し、塩松地方一帯を支配下に置いた。大内氏はその後、田村氏からの独立を目論んで伊達氏・蘆名氏の側に転じた。天正12年（1584年）に伊達政宗が家督を継ぐと、当主・大内定綱は引き続き伊達氏への従属を誓ったが、翌年には離反し、蘆名氏に属する。これに対し、政宗は自ら軍を率いて塩松地方へ攻め込み、支城の小手森城を攻め落とすと、その勢いで塩松地方の制圧に成功した。小浜城の大内定綱は蘆名氏を頼って逃亡し、政宗は小浜城へ無血入城することができた。この後政宗は小浜城を二本松氏攻撃の拠点とし、天正14年（1586年）8月までの約1年間滞在した。政宗の父・輝宗が二本松義継に拉致殺害された事件（粟之巣の変事）が起きたのもこの小浜城滞在期間中である。なお、定綱は郡山合戦の際に伊達成実の調略によって帰参し、後に伊達家の重臣となった。天正19年（1591年）、奥州仕置によって塩松が蒲生氏郷領となると、家臣の蒲生忠右衛門が2万5千石を与えられて小浜城代となった。現在、本丸跡に残されている石垣はこの時築造されたものである。その後、上杉氏時代は山浦景国、再蒲生時代は玉井貞右が城代となり、寛永4年（1627年）廃城となった。

## 構造
小浜城跡は二本松市役所岩代支所（旧岩代町役場）東側の丘陵一帯である。最も高い平場を本丸とし、その四方に6つのやや大きめの郭が存在し、さらに南西方向は小規模な郭を階段状に配置している。本丸跡は昭和56年（1981年）に発掘調査されており、7棟の掘立建物跡が確認されている。また、本丸入口に現存する石垣は蒲生氏郷時代のものと推定されている。現在、郭は畑になり解りづらい、堀切は道路になっていたり、他の堀切には倉庫が置かれている。本丸跡は公園となっていて、大内氏の子孫により、大内氏の碑が建てられてる。
小浜城跡の南方約2kmに宮森城跡がある。小浜城は下舘、宮森城は上舘とも称され、両城一体となって小浜城の防御が戦略的に可能になるといえる。